# Netazepid
Netazepid ist ein potentieller Arzneistoff zur Behandlung von Tumoren des Gastrointestinaltrakts. 
Es wird von dem japanischen Pharmaunternehmen Yamanouchi Pharma Co. Ltd. entwickelt. Zurzeit befindet sich Netazepid in der Klinischen Studie.

## Wirkmechanismus
Netazepid ist ein Antagonist am Cholecystokinin-2-Rezeptor, einem Gastrin-Rezeptor. Gastrin stimuliert die Magensäure-Sekretion direkt durch die Stimulation des CCK-2-Rezeptors der Magen-Epithelzellen. Die Hemmung der CCK-2-Rezeptoren durch Netazepid hemmt die Magensäuresekretion. Die Histamin-abhängige Magensäuresekretion wird jedoch nicht beeinflusst. Die Ansätze der Behandlung von Tumoren des Gastrointestinaltrakts mit Netazepid beruhen darauf, dass man davon ausgeht, dass Gastrin das Tumorwachstum CCK-2-Rezeptorvermittelt fördert. Die Plasmahalbwertszeit beträgt rund 8 Stunden.